# Eupithecia georgica
Eupithecia georgica là một loài bướm đêm trong họ Geometridae.